# Ezequiel Fernández Moores
Ezequiel Fernández Moores (Buenos Aires, 16 de noviembre de 1957) es un periodista argentino especializado en política.
Estudió periodismo en el Círculo de la Prensa, recibiéndose en 1978. Cursó sus estudios de posgrado en la Universidad de Navarra (España).
En 1978 comenzó su carrera periodística en la agencia Noticias Argentinas (NA). Fue Jefe de Deportes de Diarios y Noticias (DyN), en 1982 y Editor de Deportes en la agencia italiana ANSA (desde 1989 a la fecha). Escribió en el diario Página/12 (1987-1997) y colaboró en El Periodista, Playboy, El Observador, Noticias, Tres Puntos, TXT y firmó artículos para prestigiosos medios como The New York Times (blog), revista Veja (Brasil), diario Il Giorno (Italia), diario La Vanguardia (Barcelona) y World Soccer (Japón), entre otros. Fue columnista en programas de las radios Continental, Belgrano, Splendid, Rock and Pop, Del Plata y Aspen.
En televisión participó del programa de Canal 9 Deporte con Todo (1983). También fue guionista y entrevistador de un documental sobre el Mundial ‘78 emitido en 2003 por Telefé, el cual fue emitido en varios países por History Channel. 
Es autor de los libros "Díganme Ringo", de Editorial Planeta, sobre la vida del boxeador Oscar Bonavena y "Breve Historia del Deporte Argentino".
En 1997 recibió el Premio Konex "Diploma al Mérito" por su labor en la prensa gráfica. En 2017 volvió a ser premiado con un Konex, esta vez el de Platino al más importante periodista deportivo de la década.
Actualmente es columnista del diario La Nación y colabora en Caras y Caretas, Diario Río Negro, Terra Magazine y Sport Business.